# Truncatella pulchella
Truncatella pulchella är en snäckart som beskrevs av Ludwig Pfeiffer 1839. Truncatella pulchella ingår i släktet Truncatella och familjen Truncatellidae.

## Underarter
Arten delas in i följande underarter:
- T. p. pulchella
- T. p. bilabiata